# Lijst van county's in Michigan
De Amerikaanse staat Michigan is onderverdeeld in 83 county's:

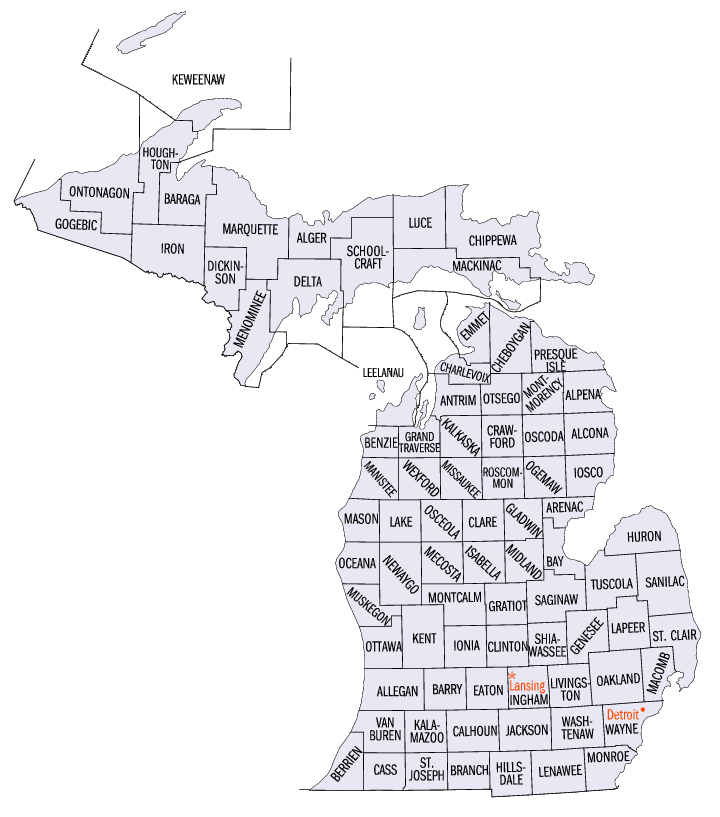
County's van Michigan

| County         | Inwoners 1 juli 2007 | Hoofdplaats      | Inwoners 1 juli 2007 |
| -------------- | -------------------- | ---------------- | -------------------- |
| Alcona         | 11.538               | Harrisville      | 491                  |
| Alger          | 9612                 | Munising         | 2350                 |
| Allegan        | 112.761              | Allegan          | 4835                 |
| Alpena         | 29.707               | Alpena           | 10.490               |
| Antrim         | 24.299               | Bellaire         | 1134                 |
| Arenac         | 16.608               | Standish         | 1954                 |
| Baraga         | 8544                 | L'Anse           | 1888                 |
| Barry          | 59.188               | Hastings         | 6935                 |
| Bay            | 107.517              | Bay City         | 34.026               |
| Benzie         | 17.510               | Beulah           | 389                  |
| Berrien        | 159.589              | St. Joseph       | 8489                 |
| Branch         | 46.194               | Coldwater        | 10.612               |
| Calhoun        | 136.615              | Marshall         | 7182                 |
| Cass           | 50.551               | Cassopolis       | 1860                 |
| Charlevoix     | 26.181               | Charlevoix       | 2689                 |
| Cheboygan      | 26.768               | Cheboygan        | 5027                 |
| Chippewa       | 38.922               | Sault Ste. Marie | 14.005               |
| Clare          | 30.697               | Harrison         | 2017                 |
| Clinton        | 69.755               | St. Johns        | 7313                 |
| Crawford       | 14.550               | Grayling         | 1850                 |
| Delta          | 37.367               | Escanaba         | 12.297               |
| Dickinson      | 26.937               | Iron Mountain    | 7816                 |
| Eaton          | 107.390              | Charlotte        | 9026                 |
| Emmet          | 33.393               | Petoskey         | 6017                 |
| Genesee        | 434.715              | Flint            | 114.662              |
| Gladwin        | 26.287               | Gladwin          | 2935                 |
| Gogebic        | 16.287               | Bessemer         | 1877                 |
| Grand Traverse | 85.479               | Traverse City    | 14.339               |
| Gratiot        | 42.141               | Ithaca           | 3031                 |
| Hillsdale      | 46.781               | Hillsdale        | 7886                 |
| Houghton       | 35.201               | Houghton         | 6924                 |
| Huron          | 33.290               | Bad Axe          | 3116                 |
| Ingham         | 279.295              | Mason            | 8145                 |
| Ionia          | 64.053               | Ionia            | 12.553               |
| Iosco          | 26.255               | Tawas City       | 1896                 |
| Iron           | 12.151               | Crystal Falls    | 1616                 |
| Isabella       | 66.693               | Mount Pleasant   | 26.488               |
| Jackson        | 163.006              | Jackson          | 34.022               |
| Kalamazoo      | 245.333              | Kalamazoo        | 72.637               |
| Kalkaska       | 17.188               | Kalkaska         | 2189                 |
| Kent           | 604.330              | Grand Rapids     | 193.627              |
| Keweenaw       | 2151                 | Eagle River      | ---                  |
| Lake           | 11.153               | Baldwin          | 1182                 |
| Lapeer         | 92.012               | Lapeer           | 9142                 |
| Leelanau       | 21.898               | Leland           | ---                  |
| Lenawee        | 101.243              | Adrian           | 21.354               |
| Livingston     | 183.194              | Howell           | 9777                 |
| Luce           | 6728                 | Newberry         | 1553                 |
| Mackinac       | 10.877               | St. Ignace       | 2384                 |
| Macomb         | 831.077              | Mount Clemens    | 16.848               |
| Manistee       | 24.803               | Manistee         | 6517                 |
| Marquette      | 65.216               | Marquette        | 20.780               |
| Mason          | 28.750               | Ludington        | 8333                 |
| Mecosta        | 42.090               | Big Rapids       | 10.596               |
| Menominee      | 24.249               | Menominee        | 8397                 |
| Midland        | 82.818               | Midland          | 41.054               |
| Missaukee      | 14.976               | Lake City        | 918                  |
| Monroe         | 153.608              | Monroe           | 21.528               |
| Montcalm       | 62.950               | Stanton          | 1487                 |
| Montmorency    | 10.327               | Atlanta          | 757                  |
| Muskegon       | 174.386              | Muskegon         | 39.402               |
| Newaygo        | 49.171               | White Cloud      | 1399                 |
| Oakland        | 1.206.089            | Pontiac          | 66.512               |
| Oceana         | 27.800               | Hart             | 1926                 |
| Ogemaw         | 21.338               | West Branch      | 1846                 |
| Ontonagon      | 6977                 | Ontonagon        | 1544                 |
| Osceola        | 23.148               | Reed City        | 2353                 |
| Oscoda         | 8938                 | Mio              | 2016                 |
| Otsego         | 24.223               | Gaylord          | 3664                 |
| Ottawa         | 259.206              | Grand Haven      | 10.559               |
| Presque Isle   | 13.852               | Rogers City      | 3081                 |
| Roscommon      | 25.517               | Roscommon        | 1078                 |
| Saginaw        | 202.268              | Saginaw          | 56.263               |
| Sanilac        | 43.640               | Sandusky         | 2645                 |
| Schoolcraft    | 8518                 | Manistique       | 3368                 |
| Shiawassee     | 71.753               | Corunna          | 3323                 |
| St. Clair      | 170.119              | Port Huron       | 31.083               |
| St. Joseph     | 62.449               | Centreville      | 1530                 |
| Tuscola        | 56.805               | Caro             | 4068                 |
| Van Buren      | 77.931               | Paw Paw          | 3239                 |
| Washtenaw      | 350.003              | Ann Arbor        | 115.092              |
| Wayne          | 1.985.101            | Detroit          | 916.952              |
| Wexford        | 31.792               | Cadillac         | 10.313               |

Alabama · Alaska · Arizona · Arkansas · Californië · Colorado · Connecticut · Delaware · Florida · Georgia · Hawaï · Idaho · Illinois · Indiana · Iowa · Kansas · Kentucky · Louisiana · Maine · Maryland · Massachusetts · Michigan · Minnesota · Mississippi · Missouri · Montana · Nebraska · Nevada · New Hampshire · New Jersey · New Mexico · New York · North Carolina · North Dakota · Ohio · Oklahoma · Oregon · Pennsylvania · Rhode Island · South Carolina · South Dakota · Tennessee · Texas · Utah · Vermont · Virginia · Washington · West Virginia · Wisconsin · Wyoming